# Gågade
En gågade er en gade der er indrettet fortrinsvis for fodgængere, og hvor kørende skal udvise særlig agtpågivenhed og hensynsfuldhed over for gående.
Flere byer har indrettet en eller flere gågader som butiksgader hvor biltrafik er forbudt i butikkernes åbningstid. De to nok mest kendte eksempler er Strøget i København og Strøget i Århus – andre er Kongensgade i Odense og Kordilgade i Kalundborg. De fleste byer med mere end 5000 indbyggere har en eller flere gågader. I flere byer er der kun ét gågadeforløb, og det benævnes derfor blot "gågaden". 
Danmarks første permanente gågade var Houmeden i Randers, der blev lukket for biler og gjort til gågade den 26. juni 1963. Senere samme år fulgte andre strækninger med gågader i Aalborg og Holstebro, hvor Gravensgade i oktober 1963 blev indviet som Aalborgs første gågade, mens dele af Nørregade blev indviet som Holstebros første gågade. Strøget i København blev 17. november 1962 forsøgsvis lukket for biltrafik og i 1964 permanent omdannet til gågade.
De tidligste gågader blev anlagt i 1950'erne i blandt andet Rotterdam og Coventry. I Sverige var den første gågade Storgatan i Piteå i 1961 (1961-08-11).
Den mindste gågade i Danmark findes i Hadsten[kilde mangler]; den er ikke længere end 35 meter, mens Horsens hævder at have Danmarks bredeste gågade.
I Thisted gennemførtes forsøg i 1967 med at gøre Storegade bilfri, og i 1971 blev der foretaget endnu et forsøg. Byrådet besluttede i oktober 1972, at gøre Storegade til en permanent gågade på baggrund af erfaringerne fra forsøgsperioden.
Esbjergs første gågadestrækning, Strandbystrøget, dvs. Kongensgade på strækningen mellem Stormgade og Skolegade/Strandbygade, blev indviet i november 1976. Først i 1983 med indvielse af gågadestrækningen mellem Jernbanegade og Englandsgade var hele Kongensgade omdannet til gågade.
Strøget i København, som er 1100 meter lang, var da det blev omdannet til gågade 17. november 1962, ifølge DR-programmet Detektor verdens længste gågade, men er siden overgået i længde af flere andre gågader.
Alle de ældre gader i Ribe er skiltet som gågade, de fleste dog med underskiltet "Kørsel tilladt".

## Galleri
- Strøget i København
- Centrumgaden i Ballerup
- Gågaden i Warszawa, Polen
- Gågaden i Międzyzdroje ved Świnoujście, Polen
- Gågaden i Bielsko-Biała i Polen
- Gågaden i Vejle.
- Drottninggatan i Stockholm.
- Danmarks korteste gågade i Hadsten, som starter ved skiltet, og slutter hvor bilerne holder i baggrunden.
- Gågaden Storegade i Hadsund.
- Dagmarsgade i Ribe